# Pseudo-Dioscoride
Ex herbis femininis

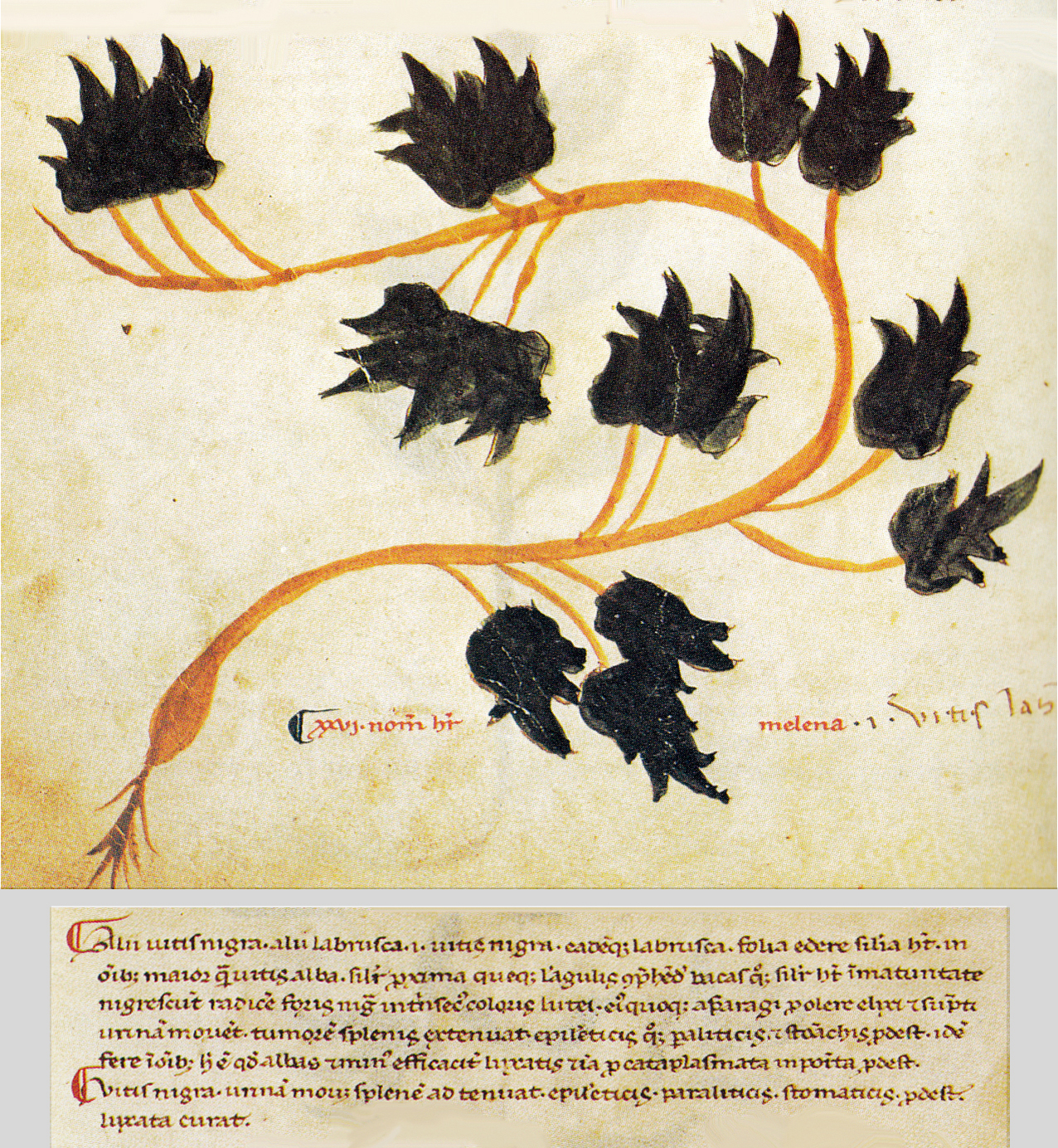
La Bryone dioïque dans un Pseudo-Dioscoride transmis par un manuscrit du XIIIe siècle.

Le Pseudo-Dioscoride est l'auteur anonyme d'un herbier en latin du Ve ou VIe siècle connu sous le titre de Ex herbis femininis et abusivement attribué au médecin grec Dioscoride. Durant le haut Moyen Âge, le recueil a connu une popularité beaucoup plus importante que l'œuvre originale, pourtant traduite en latin à peu près à la même époque sous le nom de De materia medica. Contenant seulement 71 entrées (contre plus de 500 chez Dioscoride), le traité était plus facile d'accès et bénéficiait d'illustrations botaniques. Il a été transmis par une trentaine au moins de manuscrits et inséré le plus souvent à la suite de l'Herbarius du Pseudo-Apulée, lui aussi faussement attribué à un auteur antique.